# Hotel Ringkøbing
Hotel Ringkøbing er et hotel, beliggende på torvet i Ringkøbing. Bygningen er et bindingsværkshus opført ca. år 1600. Dengang rummede det byens og omegnens største købmandsgård. Siden 1833 har der været hotel og gæstgiveri i bygningen. Hotel Ringkjøbing var et familiehotel indtil det i 2008 blev overtaget af Danske Hoteller A/S. 
Hotellet har 59 værelser, heraf 2 store med kørestolsadgang, og 4 selskabslokaler med plads til 25-100 personer samt mindre mødelokaler.